# Reserve (Luisiana)
Reserve é uma Região censo-designada localizada no estado americano de Luisiana, na Paróquia de St. John the Baptist.

## Demografia
Segundo o censo americano de 2000, a sua população era de 9111 habitantes.

## Geografia
De acordo com o United States Census Bureau tem uma área de
44,3 km², dos quais 41,6 km² cobertos por terra e 2,7 km² cobertos por água. Reserve localiza-se a aproximadamente 3 m acima do nível do mar.

## Localidades na vizinhança
O diagrama seguinte representa as localidades num raio de 12 km ao redor de Reserve.